# 斯特魯齊夫卡
50°11′18″N 29°13′40″E / 50.18833°N 29.22778°E
斯特魯齊夫卡（烏克蘭語：Струцівка）是烏克蘭北部的村莊，隸屬日托米爾州的日托米爾區。該村面積1.38平方公里，海拔高度191米，2001年人口93，人口密度每平方公里67.34人。